# Plecturocebus pallescens
Plecturocebus pallescens é um primata platirrino da família Pitheciidae e subfamília Callicebinae. Ocorre à oeste do rio Paraguai, em florestas secas  no Chaco paraguaio, e no Pantanal, no estado do Mato Grosso do Sul, no Brasil.